# Hazai pálya
A Hazai pálya 1968-ban forgatott, 1969-ben bemutatott fekete-fehér magyar filmvígjáték, melyet Palásthy György rendezett, Latinovits Zoltán és Pécsi Sándor főszereplésével. A film jeleneteit Kunszentmiklóson vették fel.

## Cselekmény
Az ironikus történet az 1950-es évek végén játszódik egy mindentől távol fekvő vidéki kisvárosban, Kiskunbékáson. Helyben már rég nincs munkalehetőség, a lakosság munkaképes része a környező, nagyobb településekre ingázik. Pár évvel korábban még legalább a helyi futballcsapat színt vitt a település életébe, de időközben az is kihullott az NB III-ból, majd szét is széledt. Köves, a csapat korábbi kapitánya – civilben népboltvezető – a tanácselnököt, Virágot is megkerülve – egy ládagyár létesítésébe fog, épp a focipálya helyén. Sokan örülnek az új fejleménynek, hiszen így megszűnhet az ingázás, mások a pálya elvesztésén sajnálkoznak. A zűrzavart látva Virág úgy dönt: saját magát jelenti fel, szabálytalan pénzkiutalásokra hivatkozva.

## Közreműködők

### Szereplők
- Pécsi Sándor – Virág, tanácselnök
- Latinovits Zoltán – Köves Béla, csapatkapitány
- Csákányi László – Pogácsás, a tanácselnök sofőrje
- Egri István – Antal elvtárs
- Koltai János – Gyönyörű, párttitkár
- Keleti László – Jónap Vince
- Sztankay István – Anderle, rendőr százados
- Tompa Sándor – Dr. Kató, iskolaigazgató
- Szabó Gyula –
- Horváth József –
- Körmendi János – Iványi
- Hacser Józsa – Átalné
- Horváth Teri – Virágné
- Gór Nagy Mária – Rozika
- Almási Éva –
- Liska Zsuzsa –
- Nagy Anna – titkárnő
- Dallos Szilvia –
- Csala Zsuzsa –
- Sándor Böske –
- Péva Ibolya –
- Gyenge Árpád – csapattag
- Gyulay Károly –
- Csonka Endre – csapattag
- Zentay Ferenc – csapattag
- Pethes Sándor –
- Suka Sándor – szurkoló
- Szénási Ernő – szurkoló
- Szirmai Jenő – csapattag
- Kozák László – csapattag
- Györffy György – csapattag
- György László – csapattag
- Kautzky József – csapattag
- Velenczey István – vezérigazgató
- Ferencz László –
- Schubert Éva –
- Schütz Ila –
- Sinkovits Imre – narrátor
- Gyimesi Tivadar – építész (nem szerepel a stáblistán)
- Kiss Gábor – Gyula (nem szerepel a stáblistán)
- Pathó István – Pista (nem szerepel a stáblistán)
- Zana József – Átal Karcsi (nem szerepel a stáblistán)

### Alkotók
- Rendező: Palásthy György
- Forgatókönyvíró: Bencsik Imre
- Operatőr: Forgács Ottó
- Zeneszerző: Lovas Ferenc
- Vágó: Boronkay Sándor
- Díszlettervező: Romvári József

## Kritikák, ismertetések a filmről
- B. Nagy László: Kész kabaré Élet és Irodalom, 13. évfolyam, 4. szám (1969. január 25.), 9. oldal; online hozzáférés (Arcanum): 2025. március 18.
- Illés Jenő: Hazai pálya Hétfői Hírek, 13. évfolyam, 4. szám (1969. január 20.), 6. oldal; online hozzáférés (Arcanum): 2025. március 18.
- Ábel Péter: Hazai pálya – Új magyar film Magyar Hírlap, 2. évfolyam, 22. szám (1969. január 23.), 7. oldal; online hozzáférés (Arcanum): 2025. március 18.
- Zay László: Hazai pálya – Új magyar film Magyar Nemzet, 25. évfolyam, 18. szám (1969. január 23.), 4. oldal; online hozzáférés (Arcanum): 2025. március 18.
- k. j.: A hét képriportja – Hazai pálya Film Színház Muzsika, 12. évfolyam, 27. szám (1968. július 6.), 2. oldal; online hozzáférés (Arcanum): 2025. március 18.